# St. Bartholomäus (Schwagstorf)

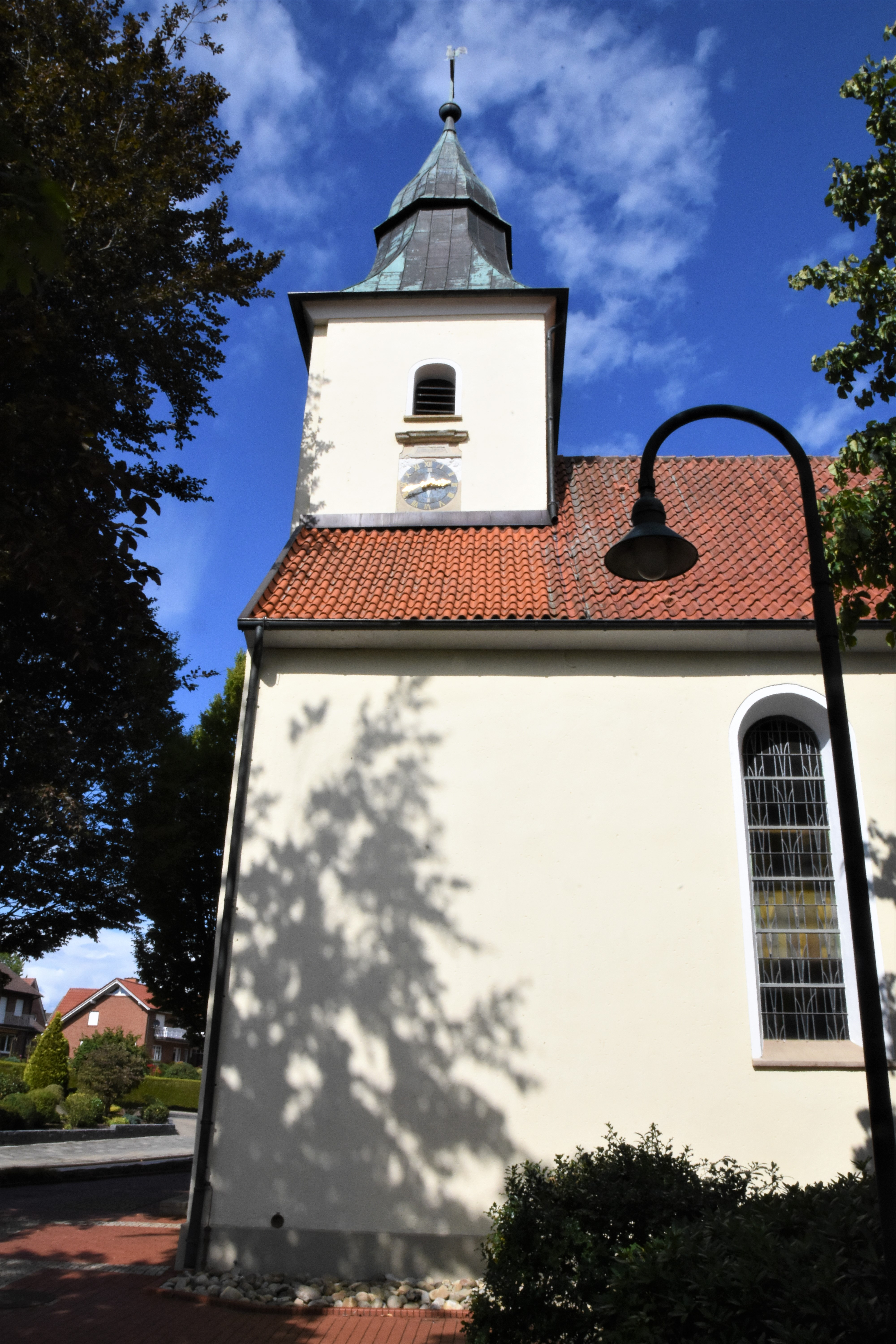
St. Bartholomäus in Schwagstorf

St. Bartholomäus im Fürstenauer Ortsteil Schwagstorf ist die Pfarrkirche der Katholischen Kirchengemeinde St. Bartholomäus, die dem Dekanat Osnabrück-Nord des Bistums Osnabrück angehört.

## Baugeschichte und Beschreibung
Die romanische Saalkirche mit dreijochigem Langhaus und gerade geschlossenem Chor wurde in der ersten Hälfte des 13. Jahrhunderts erbaut. Das Baumaterial ist Bruchstein, die Langhausjoche sind mit Kreuzgratgewölbe mit Gurtbögen, aber ohne Schildbögen, ausgestattet. Die Fenster und das Portal in der südlichen Wand sind rundbogig.
1732 wurde die Kirche renoviert und der Westturm mit spitzer Haube angefügt. In dieser Zeit wurde möglicherweise auch die Sakristei östlich an den Chor angebaut, die im 20. Jahrhundert vergrößert wurde.

## Ausstattung
Der einstöckige, hölzerne Altar wurde 1697 von Georg Dollart aus Münster geschaffen. Der achtseitig pyramidenförmige Taufstein aus Sandstein stammt aus dem Jahr 1728, ein Gelbguss-Kronleuchter von 1653. Eine Strahlenmonstranz aus vergoldetem Silber soll aus dem Dominikanerkloster Osnabrück erworben worden sein.